# 5 000 mètres féminin aux championnats du monde d'athlétisme 2005
Navigation
Paris 2003 Osaka 2007
L'épreuve du 5 000 mètres féminin des championnats du monde d'athlétisme 2005 s'est déroulée les 10 et 13 août 2005 dans le Stade olympique d'Helsinki, en Finlande. Elle est remportée par l'Éthiopienne Tirunesh Dibaba.

## Résultats

### Finale
| Rang               | Athlète                   | Pays        | Temps          | Notes |
| ------------------ | ------------------------- | ----------- | -------------- | ----- |
| Médaille d'or      | Tirunesh Dibaba           | Éthiopie    | 14 min 38 s 59 |       |
| Médaille d'argent  | Meseret Defar             | Éthiopie    | 14 min 39 s 54 |       |
| Médaille de bronze | Ejegayehu Dibaba          | Éthiopie    | 14 min 42 s 47 |       |
| 4                  | Meselech Melkamu          | Éthiopie    | 14 min 43 s 47 |       |
| 5                  | Xing Huina                | Chine       | 14 min 43 s 64 | PB    |
| 6                  | Zakia Mrisho Mohamed      | Tanzanie    | 14 min 43 s 87 | NR    |
| 7                  | Priscah Jepleting Cherono | Kenya       | 13 min 44 s 00 | PB    |
| 8                  | Isabella Ochichi          | Kenya       | 14 min 45 s 14 | PB    |
| 9                  | Liliya Shobukhova         | Russie      | 14 min 47 s 07 | PB    |
| 10                 | Volha Kravtsova           | Biélorussie | 14 min 47 s 75 | NR    |
| 11                 | Sun Yingjie               | Chine       | 14 min 51 s 19 | SB    |
| 12                 | Kayoko Fukushi            | Japon       | 14 min 59 s 92 |       |
| 13                 | Susanne Wigene            | Norvège     | 15 min 00 s 23 |       |
| 14                 | Marta Domínguez           | Espagne     | 15 min 02 s 30 |       |
| 15                 | Joanne Pavey              | Royaume-Uni | 15 min 14 s 37 |       |

## Légende
Records et Performances
- AR : Record continental (area record)
- CR : Record des championnats (championship record)
- MR : Record du meeting (meet record)
- NR : Record national (national record)
- OR : Record olympique (olympic record)
- PR : Record paralympique (paralympic record)
- PB : Record personnel (personal best)
- SB : Meilleure performance personnelle de la saison (season's best)
- WL : Meilleure performance mondiale de l'année (world leader)
- WJR : Record du monde junior (world junior record)
- WR : Record du monde (world record)

Circonstances et Conditions
- DNF : N'a pas terminé (did not finish)
- DNS : N'a pas pris le départ (did not start)
- DQ : Disqualification (disqualification)
- NM : Aucun essai valable enregistré (No Mark)
- Q : Qualifié « directement » au prochain tour (ou à la prochaine compétition), lors d'une compétition majeure, grâce au classement ou à la réalisation des minima (automatic qualifier)
- q : Qualifié au prochain tour (ou à la prochaine compétition), lors d'une compétition majeure, grâce au repêchage ou à la réalisation de l'une des meilleures performances parmi celles des « non qualifiés directement » (grâce au meilleur temps ou à la meilleure distance par exemple) (secondary qualifier)